# Liste der Kulturdenkmäler in Reidenhausen
In der Liste der Kulturdenkmäler in Reidenhausen sind alle Kulturdenkmäler der rheinland-pfälzischen Ortsgemeinde Reidenhausen aufgeführt. Grundlage ist die Denkmalliste des Landes Rheinland-Pfalz (Stand: 21. September 2023).

## Einzeldenkmäler
| Bezeichnung                     | Lage                | Baujahr      | Beschreibung          | Bild                           |
| ------------------------------- | ------------------- | ------------ | --------------------- | ------------------------------ |
| Kapelle Zur Himmelfahrt Mariens | Kirchstraße 15 Lage | 1950er Jahre | Saalbau, 1950er Jahre | weitere Bilder Fotos hochladen |